# جون جي. ويست
جون جي. ويست (بالإنجليزية: John G. West)‏ هو عالم سياسة أمريكي، ولد في 1964.